# Кубок УЄФА 1984—1985
Кубок УЄФА 1984—1985 — чотирнадцятий розіграш Кубка УЄФА, у якому у двоматчевому фіналі перемогу здобув іспанський клуб «Реал Мадрид», здолавши угорську команду «Відеотон» із загальним рахунком 3-1.
Албанські клуби не брали участі у цьому розіграші кубку з політичних причин. У сезоні 1984-85 «Аяксу» вдалося досягти найбільшої перемоги, не пропустивши гол у відповідь (14-0), а «Партизан» став першим клубом, що спромігся відіграти різницю у чотири м'ячі після першого матчу раунду.

## Перший раунд
| Команда 1                | Заг.           | Команда 2                | 1-й матч       | 2-й матч            |
| ------------------------ | -------------- | ------------------------ | -------------- | ------------------- |
| Кельн                    | 3–1            | Погонь (Щецин)           | 2–1 (Протокол) | 1–0 (Протокол)      |
| АІК                      | 1–3            | Данді Юнайтед            | 1–0 (Протокол) | 0–3 (Протокол)      |
| Монако                   | 3–4            | ЦСКА (Софія)             | 2–2 (Протокол) | 1–2 (Протокол)      |
| Богеміан (Дублін)        | 3–4            | Рейнджерс                | 3–2 (Протокол) | 0–2 (Протокол)      |
| Динамо (Мінськ)          | 10–0           | ГІК                      | 4–0 (Протокол) | 6–0 (Протокол)      |
| Ред Бойз                 | 0–14           | Аякс                     | 0–0 (Протокол) | 0–14 (Протокол)     |
| Богеміанс (Прага)        | 8–3            | Аполлон (Лімасол)        | 6–1 (Протокол) | 2–2 (Протокол)      |
| Сьйон                    | 4–2            | Атлетіко                 | 1–0 (Протокол) | 3–2 (Протокол)      |
| Слівен                   | 2–5            | Желєзнічар (Сараєво)     | 1–0 (Протокол) | 1–5 (Протокол)      |
| Вікторія (Франкфурт)     | 2–3            | ПСВ                      | 2–0 (Протокол) | 0–3 (Протокол)      |
| Фенербахче               | 0–3            | Фіорентина               | 0–1 (Протокол) | 0–2 (Протокол)      |
| Дукла (Банська Бистриця) | 3–7            | Боруссія (Менхенгладбах) | 2–3 (Протокол) | 1–4 (Протокол)      |
| Гленторан                | 1–3            | Стандард                 | 1–1 (Протокол) | 0–2 (Протокол)      |
| Рейк'явік                | 0–7            | Квінз Парк Рейнджерс     | 0–3 (Протокол) | 0–4 (Протокол)      |
| Локомотив (Лейпциг)      | 7–3            | Ліллестрем               | 7–0 (Протокол) | 0–3 (Протокол)      |
| Манчестер Юнайтед        | 5–2            | Дьйор                    | 3–0 (Протокол) | 2–2 (Протокол)      |
| Ноттінгем Форест         | 0–1            | Брюгге                   | 0–0 (Протокол) | 0–1 (Протокол)      |
| Оденсе                   | 2–7            | Спартак (Москва)         | 1–5 (Протокол) | 1–2 (Протокол)      |
| Олімпіакос               | 3–2            | Ксамакс                  | 1–0 (Протокол) | 2–2 (Протокол)      |
| Естерш                   | 0–2            | ЛАСК                     | 0–1 (Протокол) | 0–1 (Протокол)      |
| Парі Сен-Жермен          | 6–2            | Хартс                    | 4–0 (Протокол) | 2–2 (Протокол)      |
| Андерлехт                | 2–2 (ч)        | Вердер                   | 1–0 (Протокол) | 1–2 (Протокол)      |
| Рабат Аякс               | 0–4            | Партизан                 | 0–2 (Протокол) | 0–2 (Протокол)      |
| Реал Бетіс               | 1–1 (пен. 3–5) | Університатя (Крайова)   | 1–0 (Протокол) | 0–1 (Протокол)      |
| Реал Мадрид              | 5–2            | Ваккер                   | 5–0 (Протокол) | 0–2 (Протокол)      |
| Реал Вальядолід          | 2–4            | Рієка                    | 1–0 (Протокол) | 1–4 (Протокол)      |
| Брага                    | 0–9            | Тоттенгем Готспур        | 0–3 (Протокол) | 0–6 (Протокол)      |
| Саутгемптон              | 0–2            | Гамбург                  | 0–0 (Протокол) | 0–2 (Протокол)      |
| Спортінг                 | 4–2            | Осер                     | 2–0 (Протокол) | 2–2 (дч) (Протокол) |
| Спортул                  | 1–2            | Інтернаціонале           | 1–0 (Протокол) | 0–2 (Протокол)      |
| Відеотон                 | 1–0            | Дукла (Прага)            | 1–0 (Протокол) | 0–0 (Протокол)      |
| Відзев                   | 2–1            | Орхус                    | 2–0 (Протокол) | 0–1 (Протокол)      |

## Другий раунд
| Команда 1                | Заг.           | Команда 2         | 1-й матч       | 2-й матч            |
| ------------------------ | -------------- | ----------------- | -------------- | ------------------- |
| Фіорентина               | 3–7            | Андерлехт         | 1–1 (Протокол) | 2–6 (Протокол)      |
| Аякс                     | 1–1 (пен. 2–4) | Богеміанс (Прага) | 1–0 (Протокол) | 0–1 (Протокол)      |
| Боруссія (Менхенгладбах) | 3–3 (ч)        | Відзев            | 3–2 (Протокол) | 0–1 (Протокол)      |
| Брюгге                   | 2–4            | Тоттенгем Готспур | 2–1 (Протокол) | 0–3 (Протокол)      |
| Університатя (Крайова)   | 2–0            | Олімпіакос        | 1–0 (Протокол) | 1–0 (Протокол)      |
| Желєзнічар (Сараєво)     | 3–2            | Сьйон             | 2–1 (Протокол) | 1–1 (Протокол)      |
| Гамбург                  | 6–1            | ЦСКА (Софія)      | 4–0 (Протокол) | 2–1 (Протокол)      |
| Інтернаціонале           | 4–3            | Рейнджерс         | 3–0 (Протокол) | 1–3 (Протокол)      |
| ЛАСК                     | 2–7            | Данді Юнайтед     | 1–2 (Протокол) | 1–5 (Протокол)      |
| Локомотив (Лейпциг)      | 1–3            | Спартак (Москва)  | 1–1 (Протокол) | 0–2 (Протокол)      |
| Рієка                    | 3–4            | Реал Мадрид       | 3–1 (Протокол) | 0–3 (Протокол)      |
| Парі Сен-Жермен          | 2–5            | Відеотон          | 2–4 (Протокол) | 0–1 (Протокол)      |
| ПСВ                      | 0–1            | Манчестер Юнайтед | 0–0 (Протокол) | 0–1 (дч) (Протокол) |
| Квінз Парк Рейнджерс     | 6–6 (ч)        | Партизан          | 6–2 (Протокол) | 0–4 (Протокол)      |
| Спортінг                 | 2–2 (пен. 3–5) | Динамо (Мінськ)   | 2–0 (Протокол) | 0–2 (Протокол)      |
| Стандард                 | 1–4            | Кельн             | 0–2 (Протокол) | 1–2 (Протокол)      |

## Третій раунд
| Команда 1              | Заг.    | Команда 2            | 1-й матч       | 2-й матч       |
| ---------------------- | ------- | -------------------- | -------------- | -------------- |
| Спартак (Москва)       | 1–2     | Кельн                | 1–0 (Протокол) | 0–2 (Протокол) |
| Університатя (Крайова) | 2–4     | Желєзнічар (Сараєво) | 2–0 (Протокол) | 0–4 (Протокол) |
| Гамбург                | 2–2 (ч) | Інтернаціонале       | 2–1 (Протокол) | 0–1 (Протокол) |
| Манчестер Юнайтед      | 5–4     | Данді Юнайтед        | 2–2 (Протокол) | 3–2 (Протокол) |
| Андерлехт              | 4–6     | Реал Мадрид          | 3–0 (Протокол) | 1–6 (Протокол) |
| Тоттенгем Готспур      | 3–1     | Богеміанс (Прага)    | 2–0 (Протокол) | 1–1 (Протокол) |
| Відеотон               | 5–2     | Партизан             | 5–0 (Протокол) | 0–2 (Протокол) |
| Відзев                 | 1–2     | Динамо (Мінськ)      | 0–2 (Протокол) | 1–0 (Протокол) |

## Чвертьфінали
| Команда 1            | Заг.           | Команда 2       | 1-й матч       | 2-й матч       |
| -------------------- | -------------- | --------------- | -------------- | -------------- |
| Желєзнічар (Сараєво) | 3–1            | Динамо (Мінськ) | 2–0 (Протокол) | 1–1 (Протокол) |
| Інтернаціонале       | 4–1            | Кельн           | 1–0 (Протокол) | 3–1 (Протокол) |
| Манчестер Юнайтед    | 1–1 (пен. 4–5) | Відеотон        | 1–0 (Протокол) | 0–1 (Протокол) |
| Тоттенгем Готспур    | 0–1            | Реал Мадрид     | 0–1 (Протокол) | 0–0 (Протокол) |

## Півфінали
| Команда 1      | Заг. | Команда 2            | 1-й матч       | 2-й матч       |
| -------------- | ---- | -------------------- | -------------- | -------------- |
| Інтернаціонале | 2–3  | Реал Мадрид          | 2–0 (Протокол) | 0–3 (Протокол) |
| Відеотон       | 4–3  | Желєзнічар (Сараєво) | 3–1 (Протокол) | 1–2 (Протокол) |

## Фінал

### Перший матч
| 8 травня 1985 |

| Відеотон | 0–3      | Реал Мадрид                           |
| -------- | -------- | ------------------------------------- |
|          | Протокол | Мічел 31' Сантільяна 76' Вальдано 89' |

| Шоштой (Секешфегервар) Глядачів: 35,000 Арбітр: Мішель Вотро |

### Другий матч
| 22 травня 1985 |

| Реал Мадрид | 0–1      | Відеотон |
| ----------- | -------- | -------- |
|             | Протокол | Маєр 86' |

| Сантьяго Бернабеу, (Мадрид) Глядачів: 90,000 Арбітр: Алексіс Понне |

| Переможець Кубка УЄФА 1984—1985 |
| ------------------------------- |
| Іспанія                         |
| Реал Мадрид Перший титул        |

## Бомбардири
| Місце | Гравець               | Клуб                 | Голи | Зіграно хвилин |
| ----- | --------------------- | -------------------- | ---- | -------------- |
| 1     | Йожеф Сабо            | Відеотон             | 7    | 1020           |
| 2     | Едін Бахтіч           | Желєзнічар (Сараєво) | 7    | 804            |
| 3     | Гері Банністер        | Квінз Парк Рейнджерс | 6    | 348            |
| 4     | Марко ван Бастен      | Аякс                 | 5    | 390            |
| 4     | Карл-Гайнц Румменігге | Інтернаціонале       | 5    | 450            |
| 4     | Марк Макгі            | Гамбург              | 5    | 517            |